# Carlisle (Arkansas)
Carlisle é uma cidade localizada no estado americano de Arkansas, no Condado de Lonoke.

## Demografia
Segundo o censo americano de 2000, a sua população era de 2304 habitantes.
Em 2006, foi estimada uma população de 2433, um aumento de 129 (5.6%).

## Geografia
De acordo com o United States Census Bureau, a localidade tem uma área de 12,7 km², dos quais 12,6 km² cobertos por terra e 0,1 km² cobertos por água. Carlisle localiza-se a aproximadamente 70 m acima do nível do mar.

## Localidades na vizinhança
O diagrama seguinte representa as localidades num raio de 32 km ao redor de Carlisle.